# Вебер, Герман (историк)
Ге́рман Ве́бер (нем. Hermann Weber; 23 августа 1928, Мангейм — 29 декабря 2014) — немецкий историк и политолог.

## Биография
Герман Вебер — сын рабочего-коммуниста, арестованного гестапо. В 1945 году сам Герман Вебер вступил в Коммунистическую партию Германии и под именем Герман Вундерлих учился в 1947—1949 годах в Высшей партийной школе имени Карла Маркса вместе с Гербертом Мисом. Работал главным редактором газеты ССНМ в ФРГ. В 1951 году был снят с должности Эрихом Хонеккером за недостаточное внимание к телеграмме И. В. Сталина. В 1954 году был исключён из КПГ. С 1955 года состоял в Социал-демократической партии Германии.
В 1964—1968 годах Вебер учился в Марбургском и Мангеймском университетах. В 1968 году получил диплом. В 1970 году защитил докторскую диссертацию. С 1975 года и до выхода на пенсию в 1993 году заведовал кафедрой политических наук и современной истории в Мангеймском университете. Его называли «человеком, знавшим всё о ГДР».